# Derek Fowlds
Derek Fowlds (Balham, 2 september 1937 – Bath, 17 januari 2020) was een Engelse acteur.
Fowlds werd geboren in de wijk Balham in het Londense district Wandsworth. Hij groeide op in Berkhamsted in Hertfordshire. Hij studeerde reeds op vroege leeftijd aan de Royal Academy of Dramatic Art in Londen. Zijn theaterdebuut in West End vond plaats in William Gibsons The Miracle Worker.
Fowlds kwam vooral uit in belangrijke ondersteunende rollen. Hij werd vooral bekend door zijn rol als Bernard Woolley in de series Yes, Minister (1980-1984) en Yes, Prime Minister (1986-1988), naast Paul Eddington en Nigel Hawthorne. Vanaf 1992 was hij te zien in de serie Heartbeat (1992-2008) waar hij de rol speelde van Oscar Blakton als sergeant van het politiekorps in Ashfordly, die na zijn pensioen pub- en B&B-eigenaar wordt die weleens als detective zaakjes oplost. De serie eindigde in 2009 (laatste uitzending 12 september 2010).
Daarnaast acteerde hij geregeld als gast in Britse televisieprogramma's (waaronder talkshows). Hij vervulde verschillende gastrollen, onder andere in de serie Inspector Morse, en speelde ook een rol in een ode aan Paul Eddington in een aflevering uit de serie Funny Turns (2001).
Andere rollen had Fowlds in onder meer We joined the Navy (1962), East of Sudan (1964), Hotel Paradiso (1966), Tower of Evil (1972), The Copter Kids (1976), Triangle (1981), Die Kinder (1990) en Over the Hill (1992).

## Persoonlijk leven
Fowlds was van 1964 tot 1972 getrouwd met Wendy Tory, dochter van een Britse diplomaat, Sir Geofroy Tory, en kreeg met haar twee zoons, James en Jeremy, van wie de laatste ook acteur werd. Na een huwelijk van negen jaar scheidden zij in 1973. Van 1974 tot 1978 was hij getrouwd met de televisiepresentatrice Lesley Judd, van wie hij vier jaar later scheidde. Sinds begin jaren tachtig had hij een vaste relatie met Jo Lindsay, die in 2012 stierf. Dat hij gehuwd is geweest met Adrienne Corri, zou bezijden de waarheid zijn.
Fowlds stierf in januari 2020 op 82-jarige leeftijd aan een longontsteking.
- Bibsys: 90877230
- Gemeinsame Normdatei: 132335867
- International Standard Name Identifier: 0000 0000 7876 2938
- Library of Congress Control Number: n84039606
- MusicBrainz: e235a4df-929b-4c1f-ae21-131b35c73c95
- Nationale Bibliotheek van Tsjechië: pna2009525789
- Nationale Bibliotheek van Israël: 987007423894605171
- Système universitaire de documentation: 241957222
- Virtual International Authority File: 15928540
- WorldCat: E39PBJyx9YdDcrD3c7fx78hfv3